# Вишиванка-фест

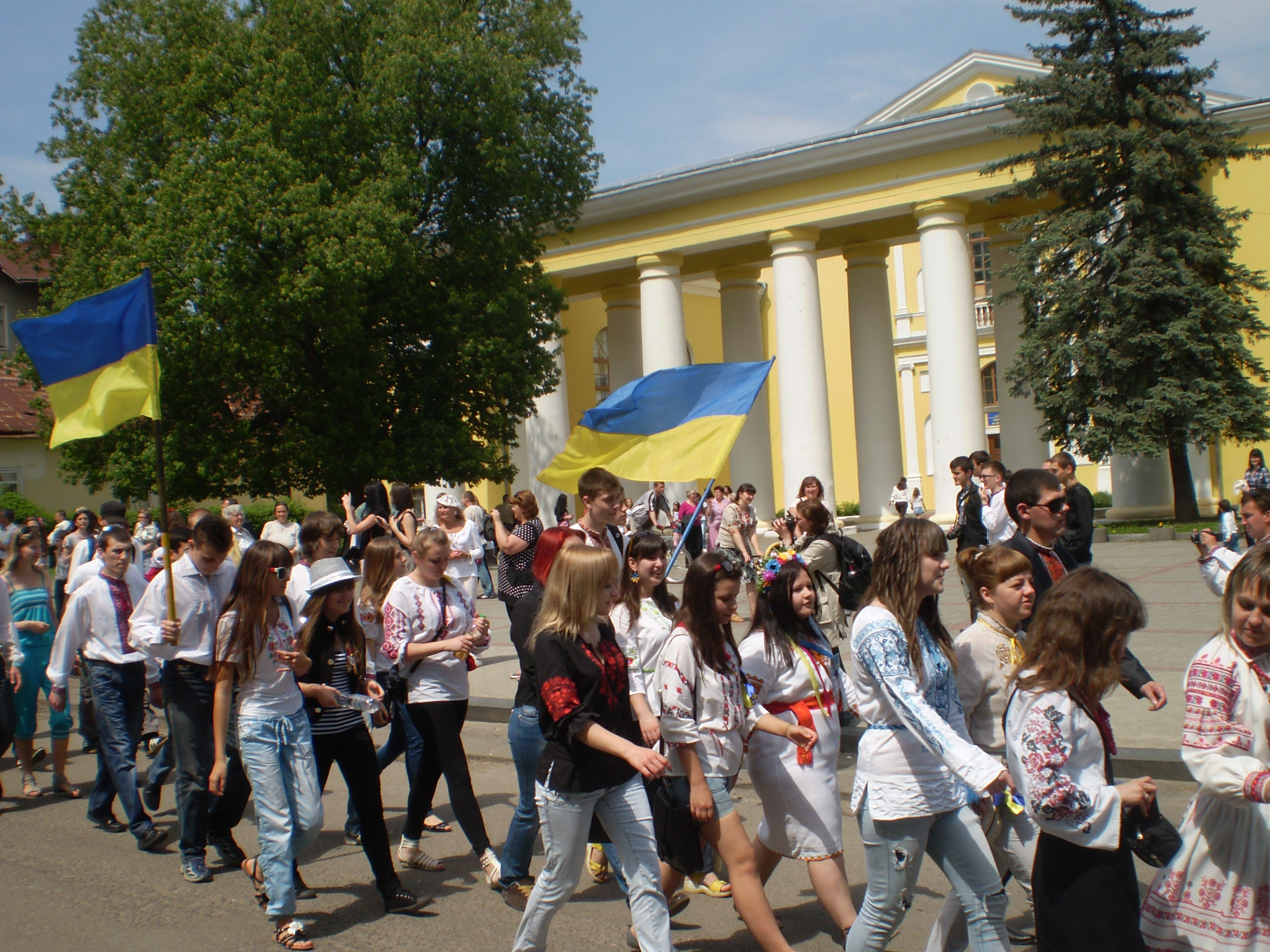
Парад вишиванок

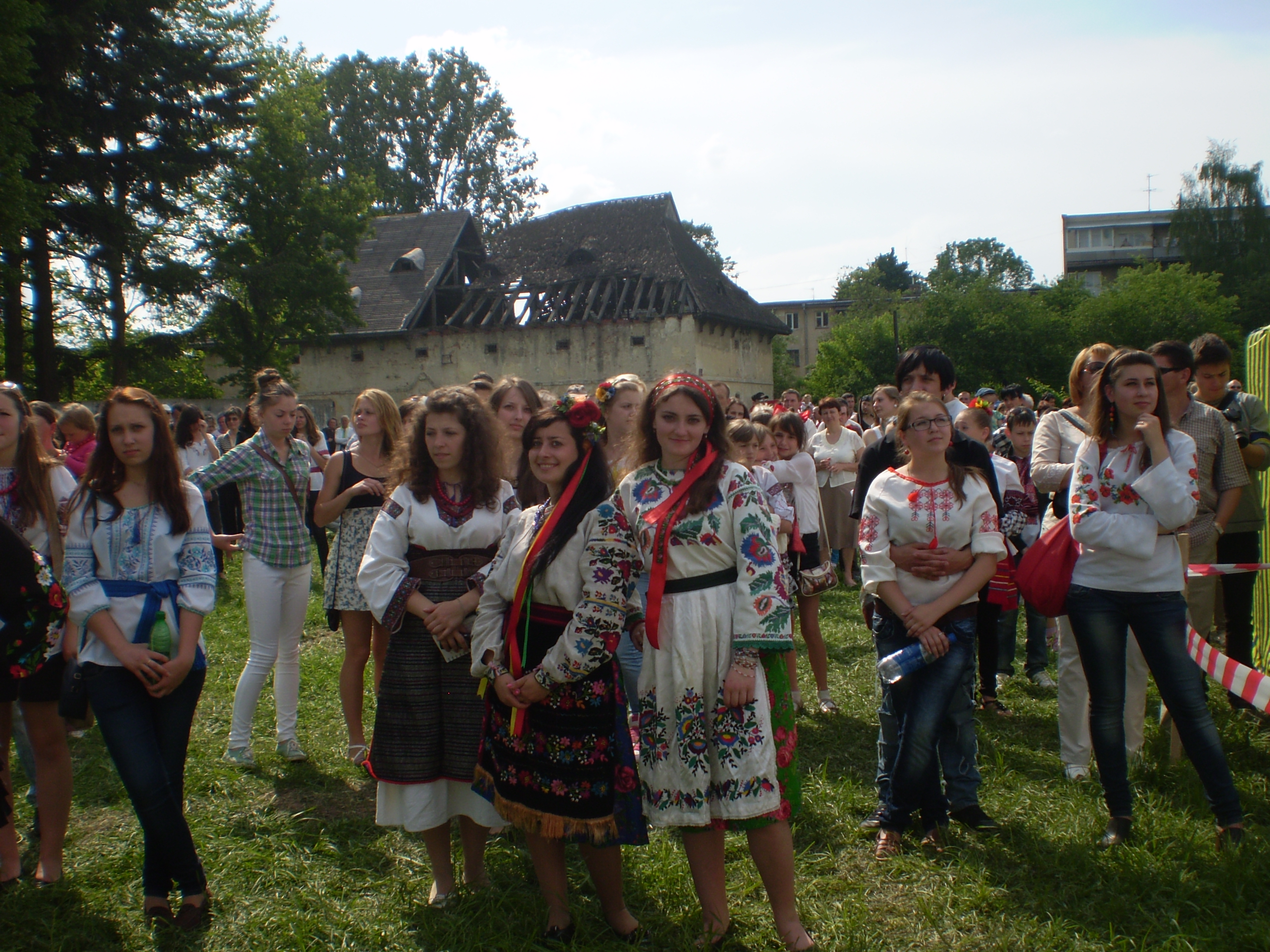
Вулиця Грушевського. Учасники Вишиванка-фест 2012 на фоні шпихліру.

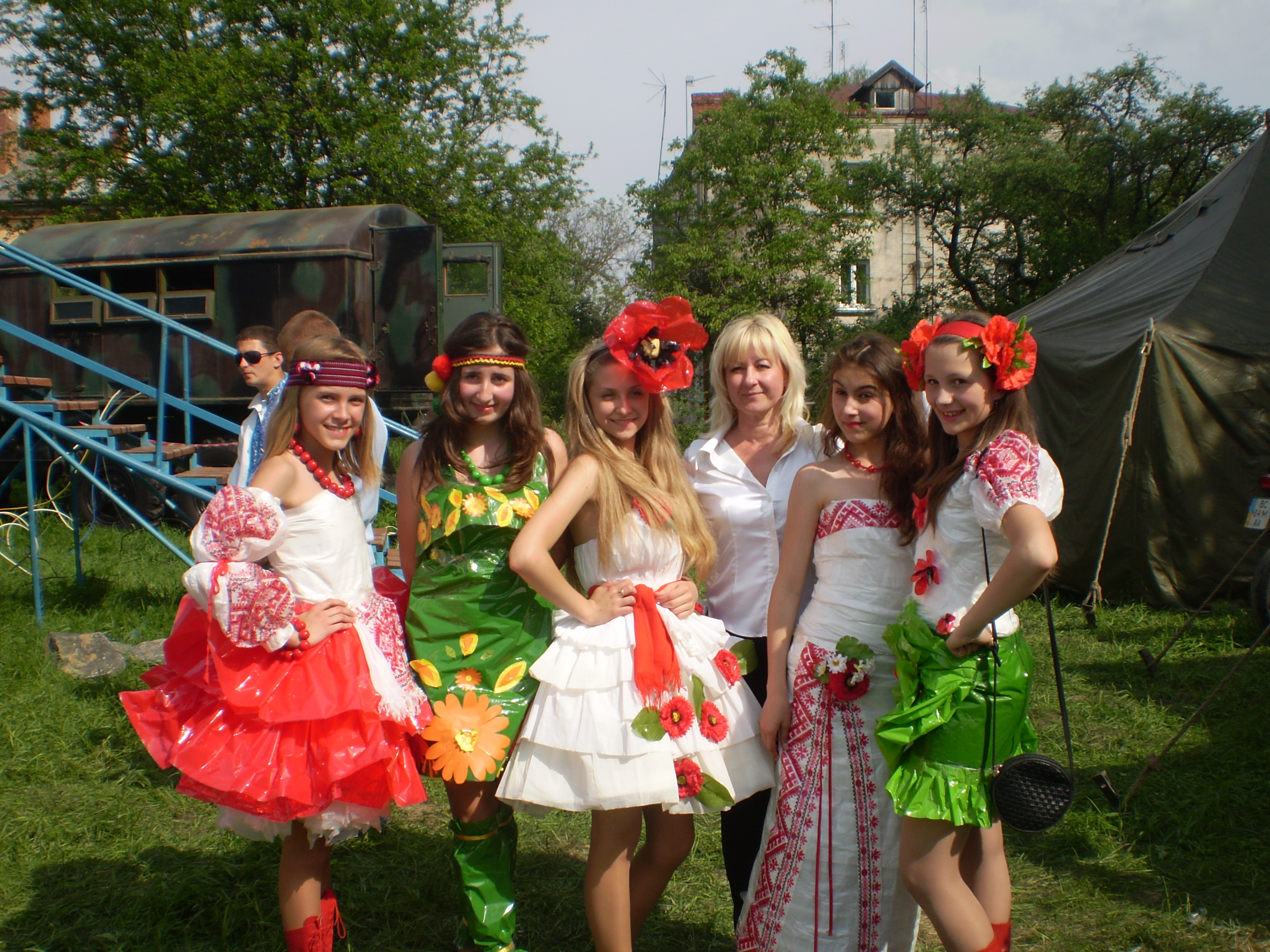
Вишиванка-фест 2012. Учасники конкурсу костюмів, виготовлених в народному стилі з нетрадиційних матеріалів, та їх керівник

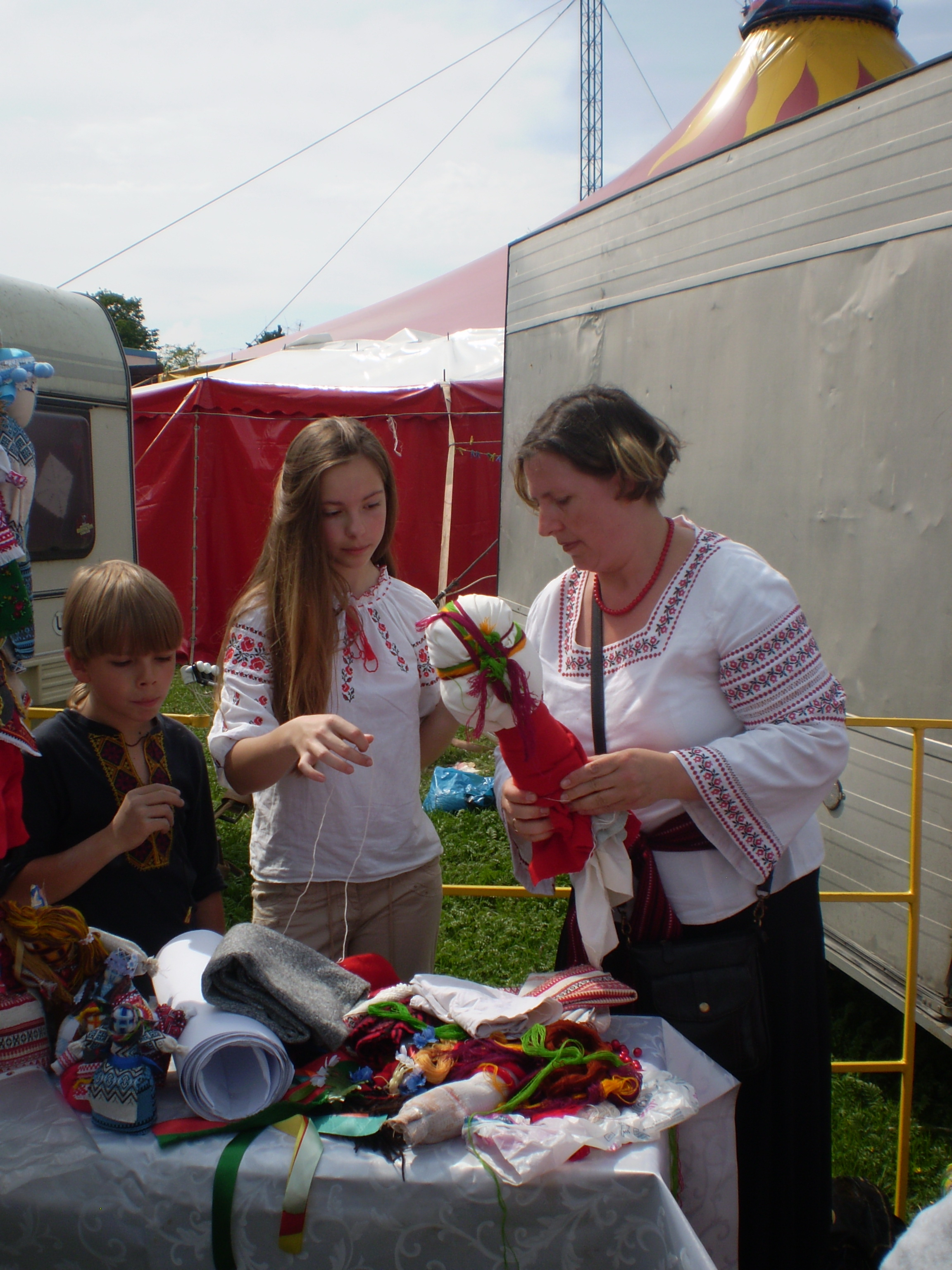
Вишиванка-фест 2012. Майстер-клас із виготовлення ляльки-мотанки з полотна.

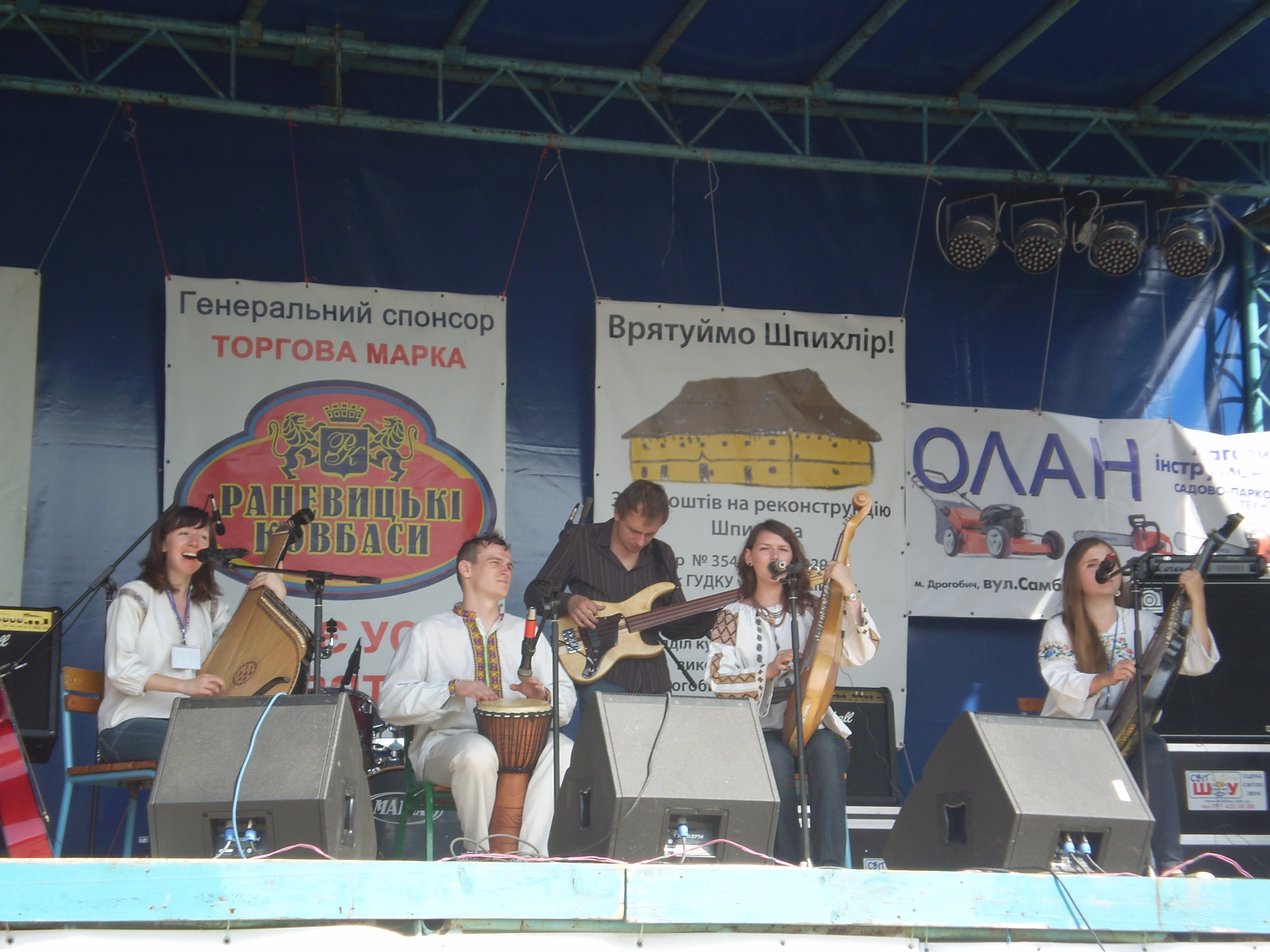
Виступ групи «CherryBand» (м. Львів) на сцені біля шпихліру

Вишиванка-фест — фестиваль української культури, який відбувся вперше 20 травня 2012 року у містечку Дрогобич (Львівська область).

## Мета фестивалю
- Популяризація української вишивки, культури та традицій українського народу;
- Піднесення національної самосвідомості серед молоді;
- Розвиток сучасної української музики;
- Розвиток фестивального руху в Україні.

## Про фестиваль
20 травня 2012 року у містечку Дрогобич (Львівська область) вперше відбувся етнофестиваль Вишиванка-фест. Ініціатором проведення фестивалю стала молодіжна громадська організація «Український молодіжний прорив». Зі слів організатора, Парад вишиванок зібрав півтисячі учасників, а всього у «Вишиванці-фест» взяло участь більше тисячі дрогобичан і гостей міста.
Вдруге фестиваль відбувся 29-30 червня 2013 року у Дрогобичі на території ВК «Залісся». За підрахунками організаторів участь у фестивалі взяли більше 3 тисяч людей з усіх куточків України. Серед них були гості зі Львова, Ужгорода, Івано-Франківська, Хмельницького, Тернополя, Луцька, Чернівців, Києва і навіть закордонні гості з Білорусі, Росії, Польщі. Оновленому, дводенному фестивалю «Вишиванка фест» передували паради вишиванок, які «Український молодіжний прорив» організував у найближчих до Дрогобича містах. Першим містом, у якому було проведено парад вишиванок стало місто Стрий, наступним Трускавць, далі Борислав і завершальний парад відбувся 28 червня у Дрогобичі.
В 2014 році через революцію процес підготовки до «Вишиванка фест 2014» було зірвано і організатори змушені були скасувати фестиваль.

## Програма фестивалю
- Парад вишиванок.
- Конкурс костюмів в народному стилі, виготовлених з нетрадиційних матеріалів.
- Конкурс на найкращу вишиванку серед учасників Вишиванка-фест.
- Виставки та майстеркласи:
  - автентична вишиванка (з фондів музею «Дрогобиччина»);
  - виставка вишиванок народної майстрині М. Кот;
  - майстер-клас із вишивання;
  - виставка виробів з бісеру Дрогобицького міського Будинку науково-технічної творчості школярів;
  - майстер-клас із виготовлення гончарних виробів;
  - майстер-клас із виготовлення ляльки-мотанки із трави;
  - майстер-клас із виготовлення ляльки мотанки з полотна;
  - виставка герданів та інших прикрас; виставка автентичних рушників;
  - виставка та дегустування продуктів бджолярства.
- Виступи етно-колективів.
- Рок-концерт.

## Учасники
- «Ойкумена» (м. Львів)
- Квітка Садова (м. Борислав)
- «Ладканка» (м. Дрогобич);
- «Йорий Клоц» (м. Львів);
- «Тарасова Ніч» (м. Львів);
- «CherryBand» (м. Львів)
- «Залізний Хрест» (м. Львів);
- «Ворст» (м. Рівне);
- «100'жари» (м. Чортків);
- «Спалені вітрила» (м. Рівне);
- «Тінь Сонця» (м. Київ);

## Галерея

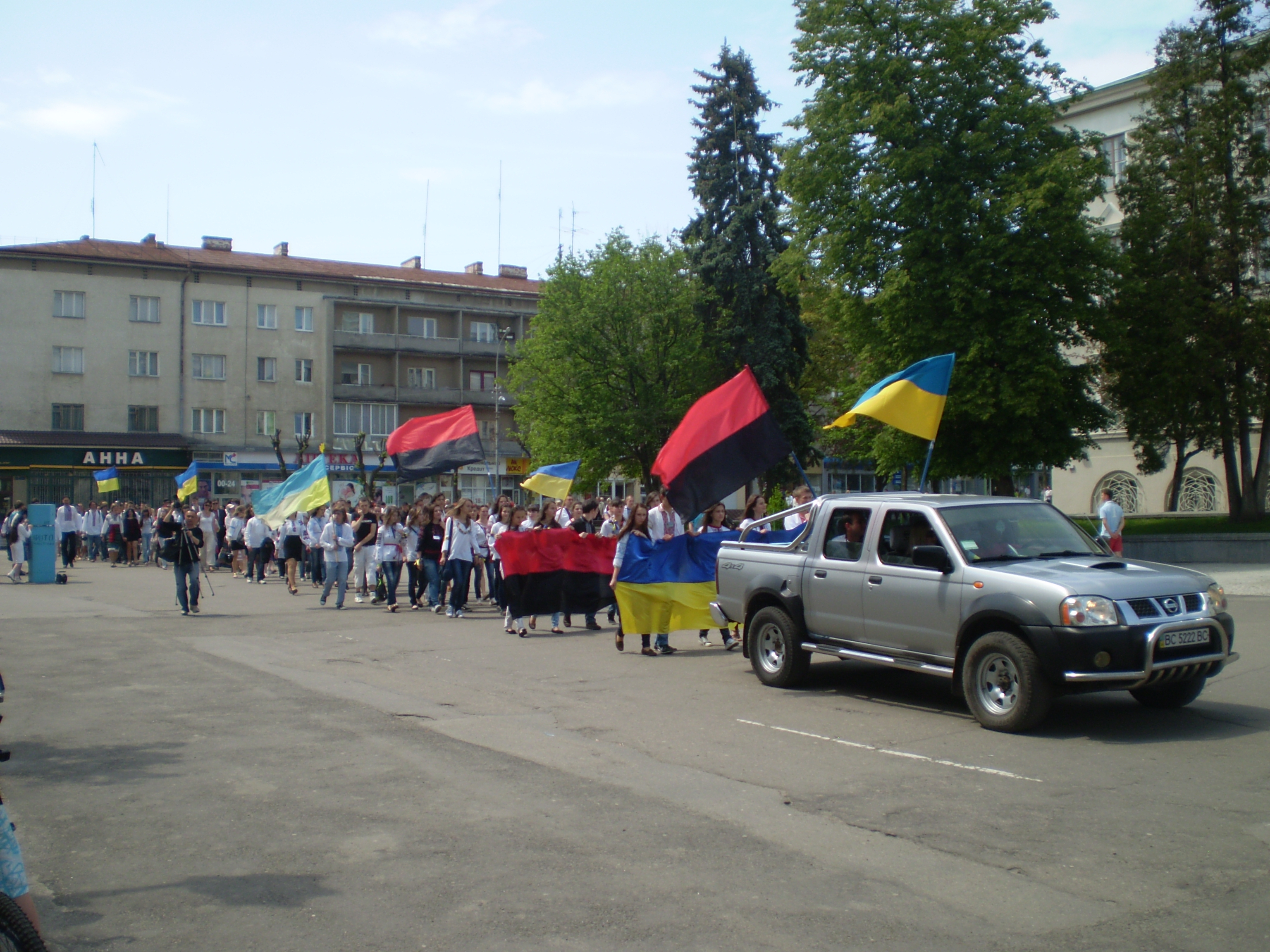
Вишиванка-фест 2012. Марш учасників через площу Ринок біля міської Ратуші.
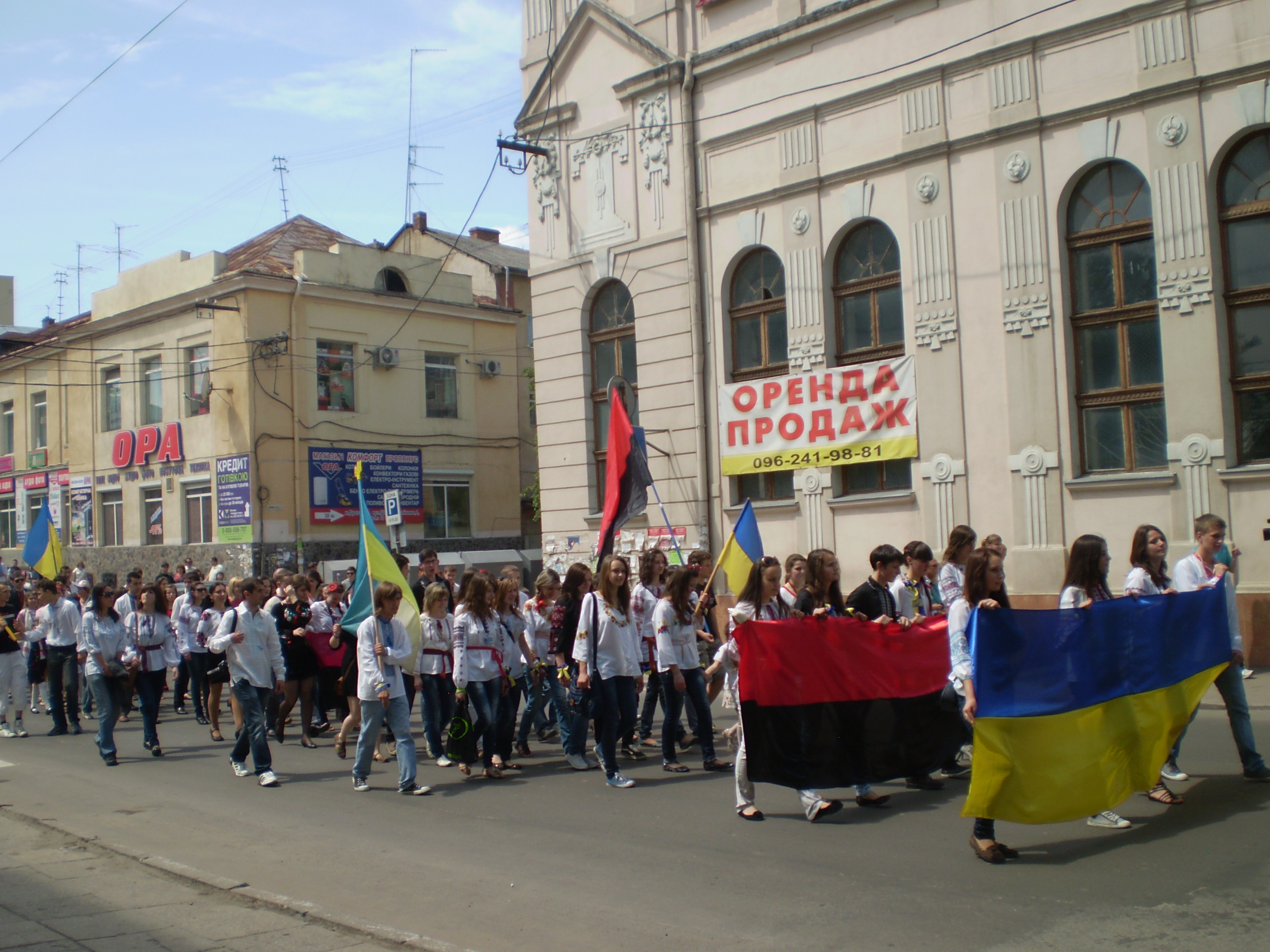
Вишиванка-фест. Вишиванкова хода повз приміщення колишньої синагоги, зображеної на листівці, виданій у видавництві Й.Пільпля в Дрогобичі на початку XX століття.
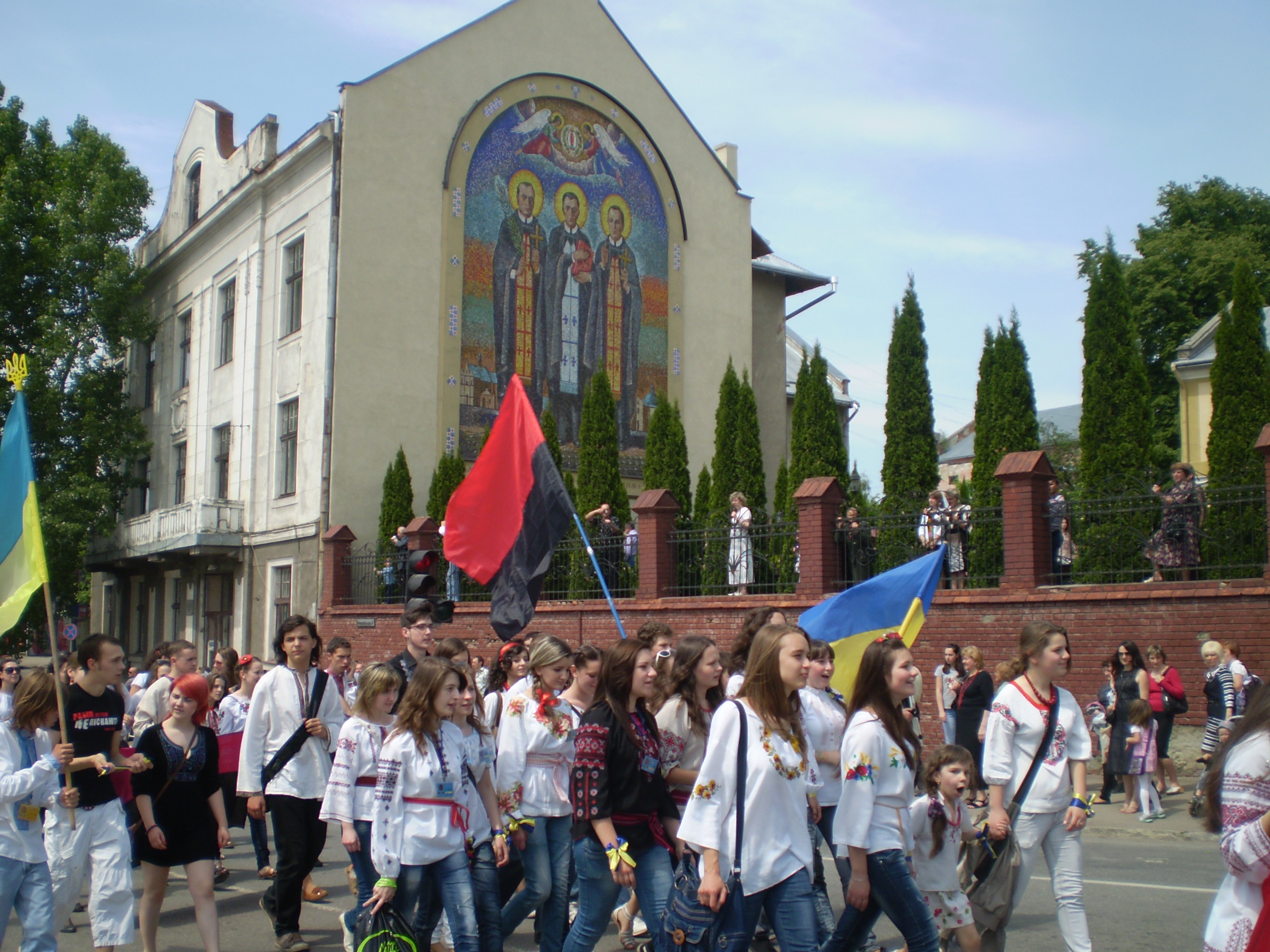
Вишиванка-фест 2012 у Дрогобичі. Рух колони повз Монастир святих Апостолів Петра і Павла (Дрогобич). На стіні будинку мозаїка, на якій зображені дрогобицькі священномученики Севірян Бараник, Яким Сеньківський та Віталій Байрак.
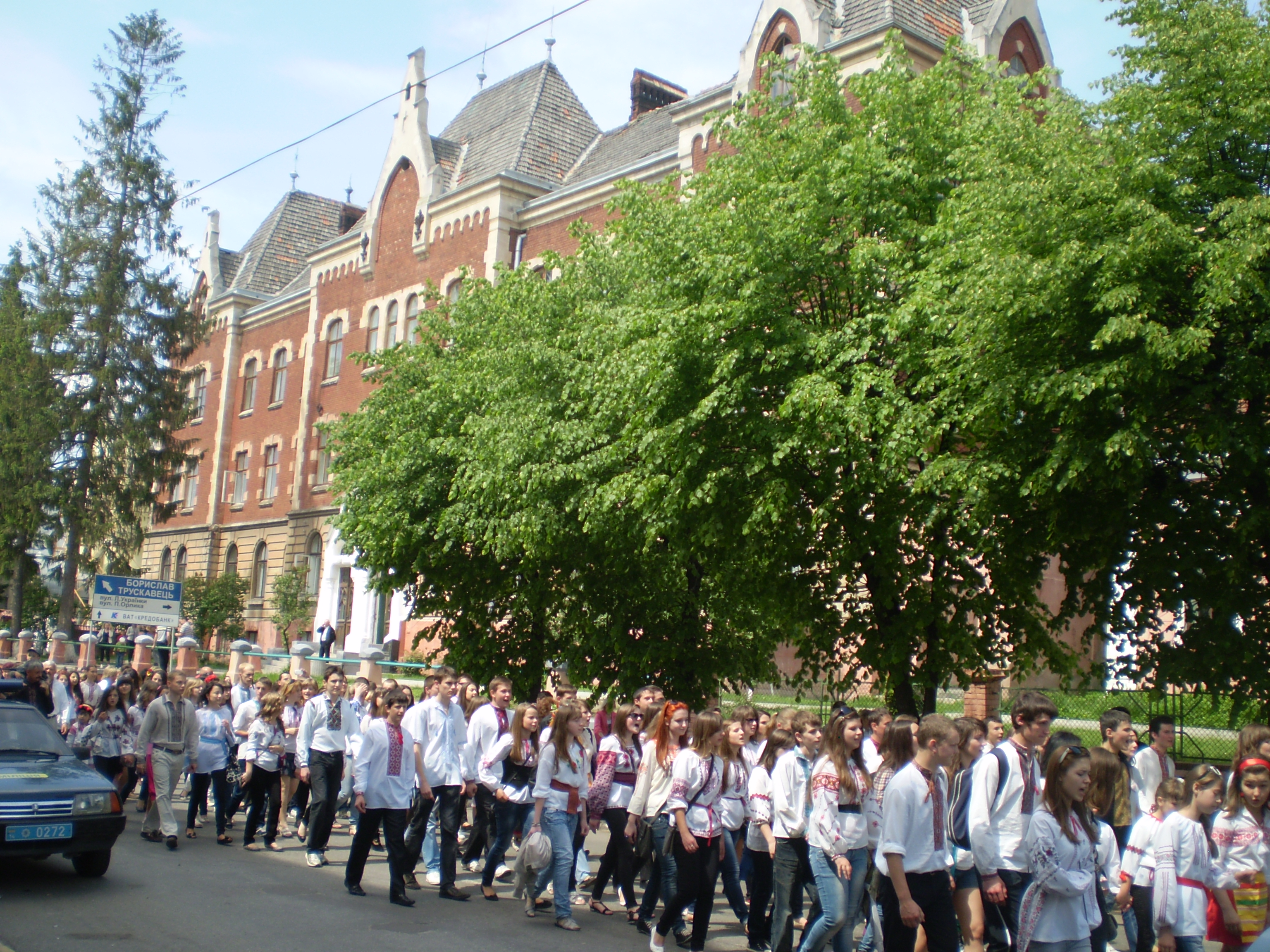
Вишиванка-фест 2012. Герої не вмирають, вмирають вороги! Марш учасників повз приміщення педуніверситету, де була тюрма та катівня НКВС.
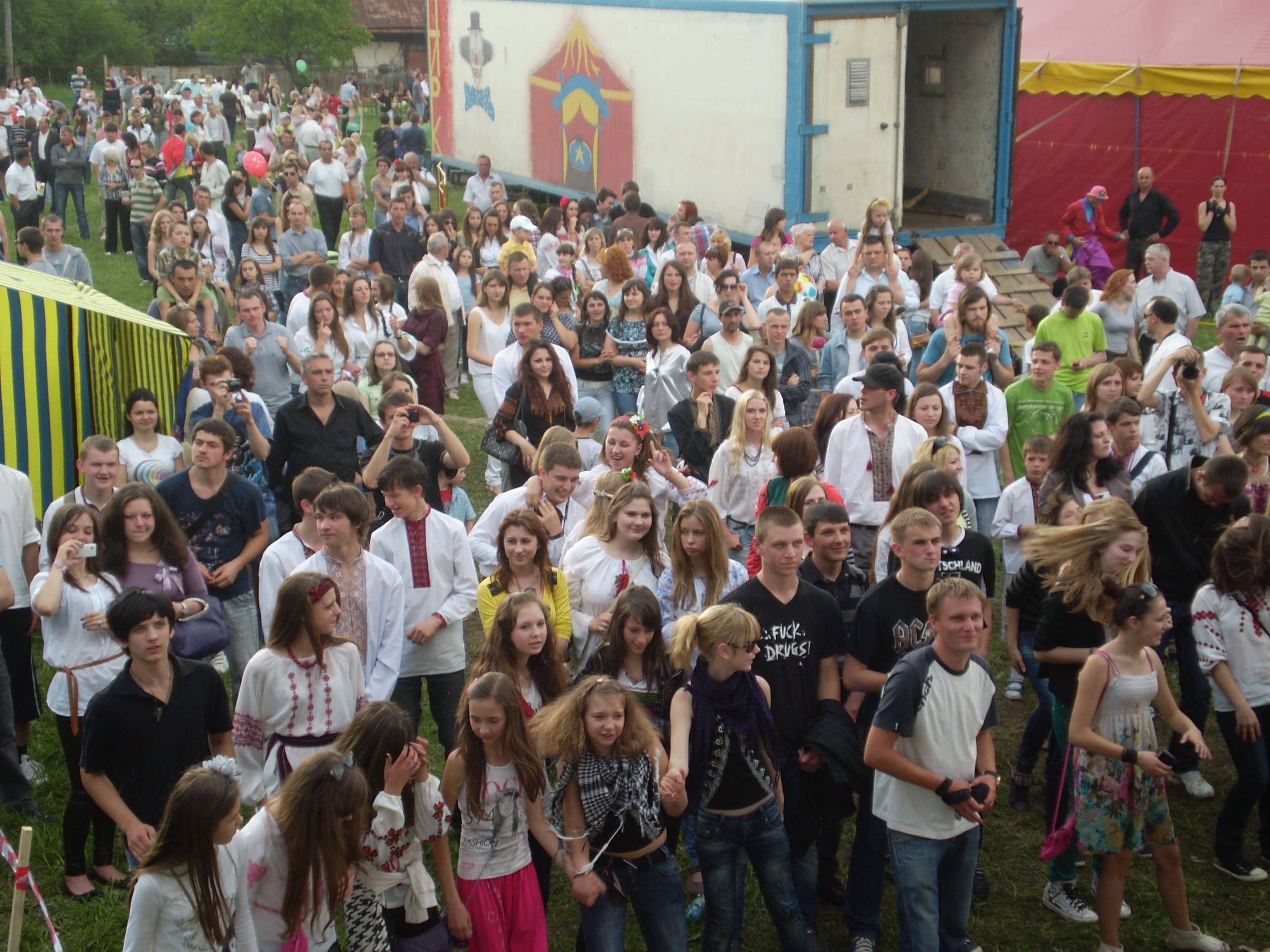
Вишиванка-фест 2012. Учасники свята на концертному майданчику біля шпихліра. Вид зі сцени.
Вишиванка-фест 2012. Виставка-продаж продуктів бджолярства (мед)
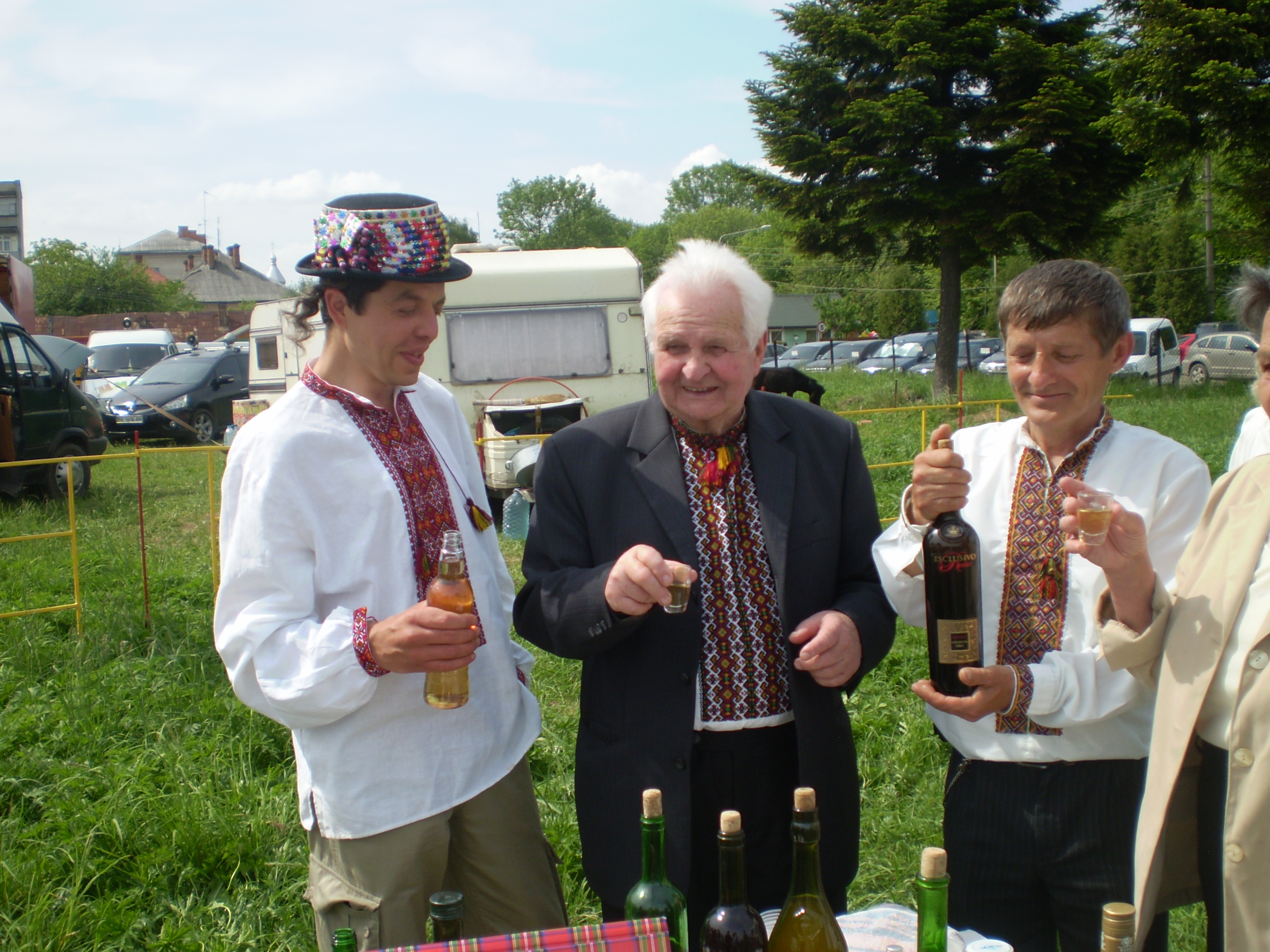
Вишиванка-фест 2012. Дегустування продуктів бджолярства (медовуха).
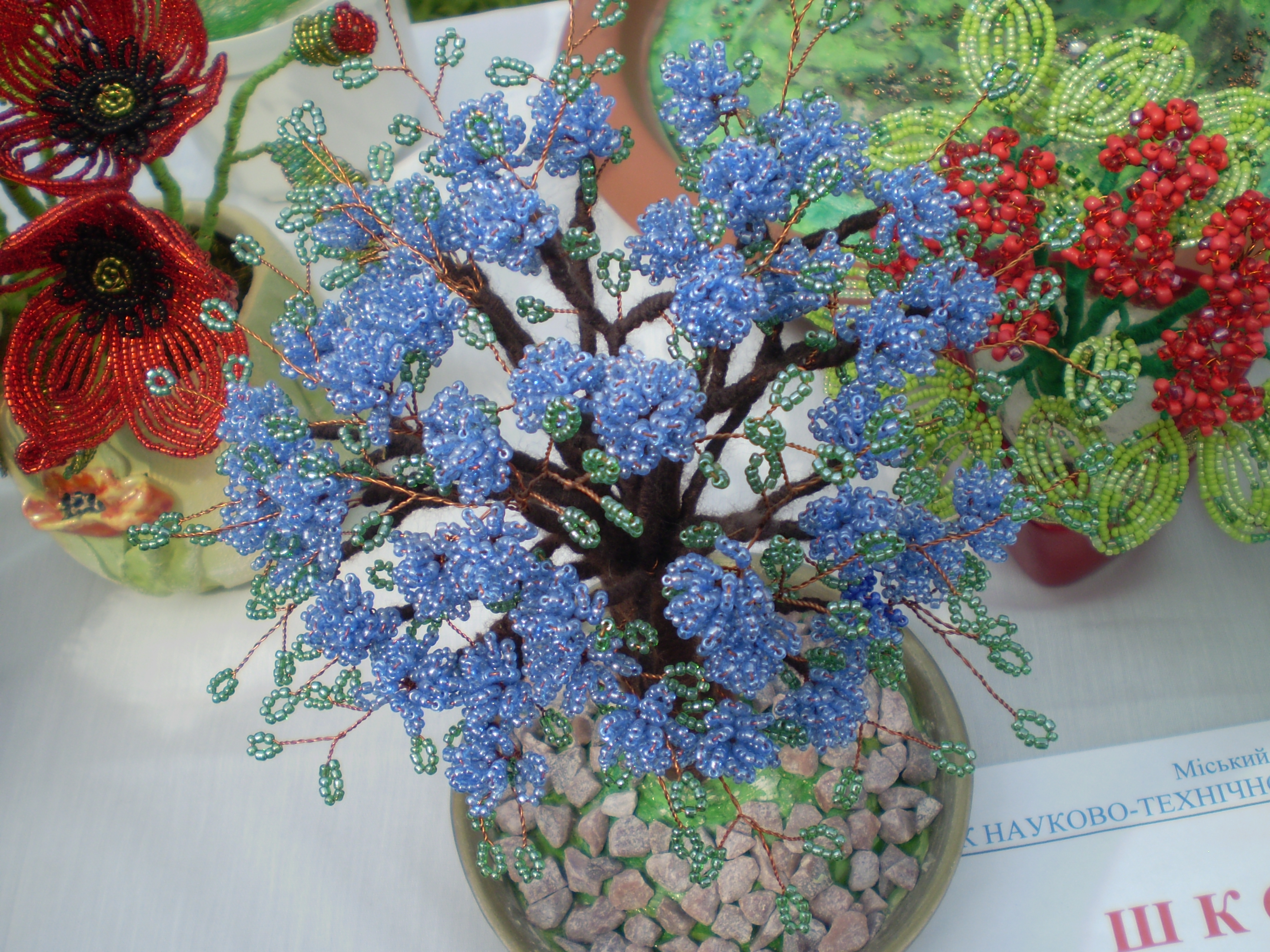
Вишиванка-фест 2012. Виставка робіт з бісеру міського Будинку науково-технічної творчості школярів.
Вишиванка-фест 2012. Виставка робіт міського Будинку науково-технічної творчості школярів. Бісер.
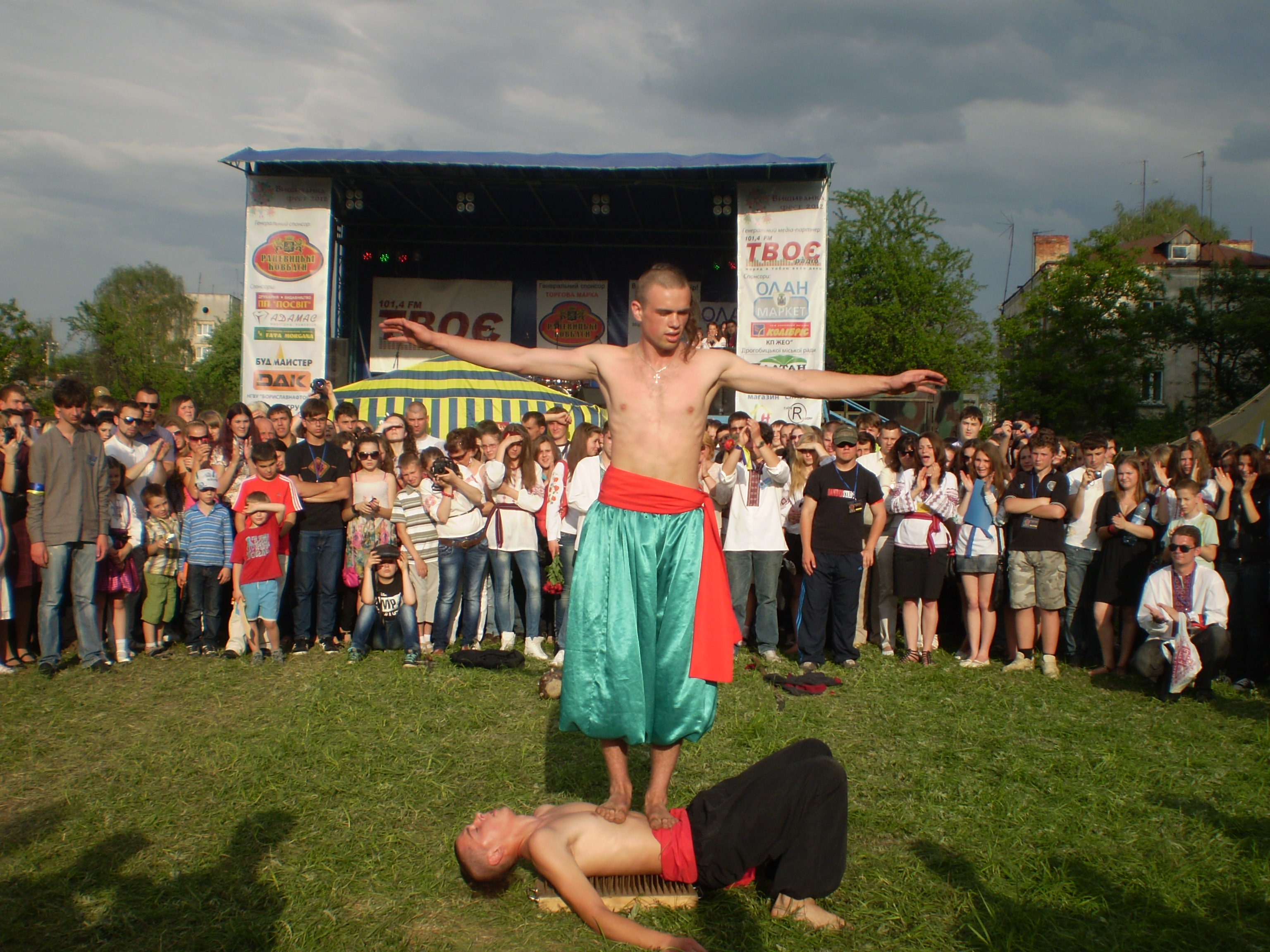
Вишиванка-фест 2012. Ось такі ми — козаки!
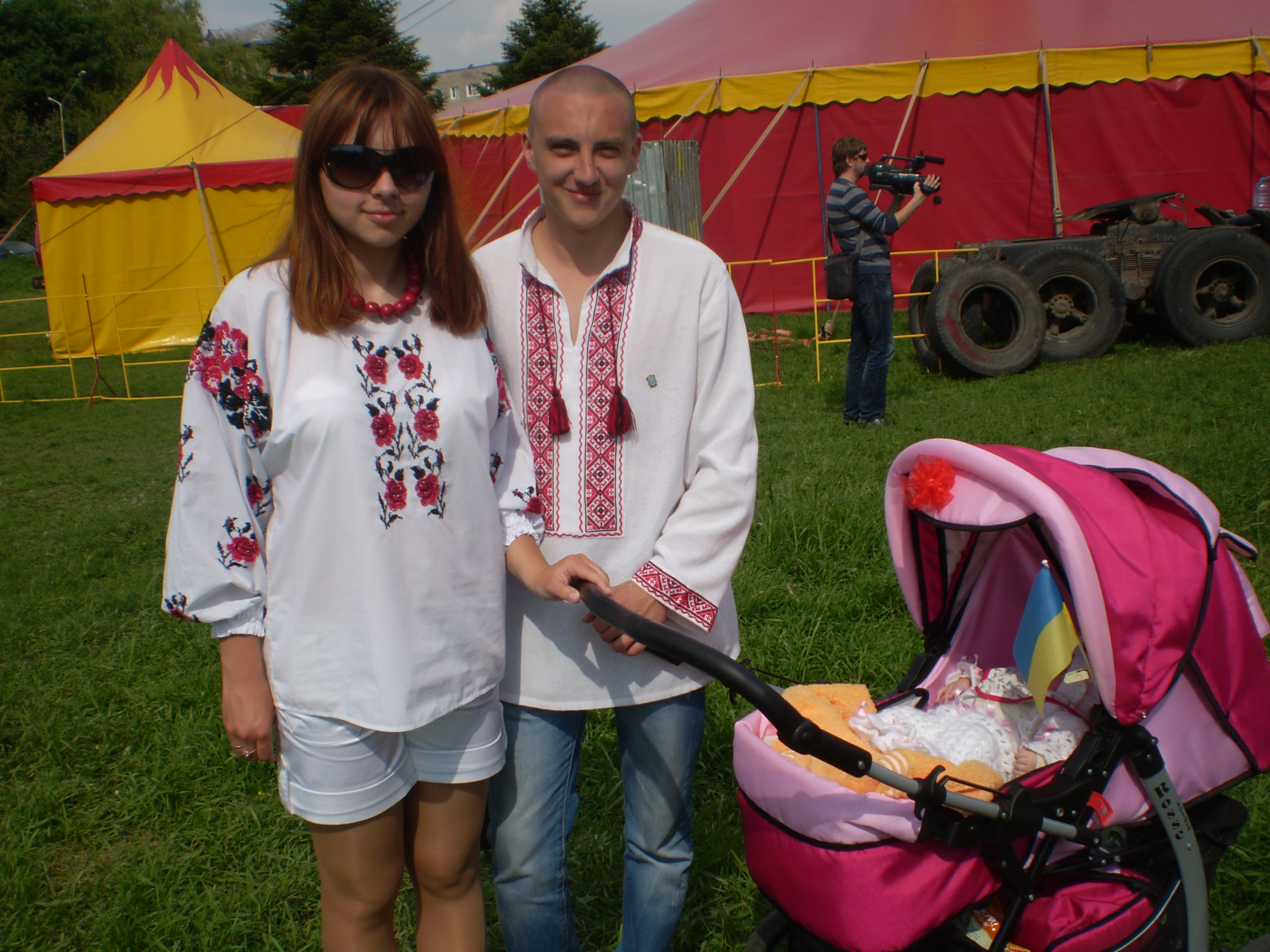
Козаки в колисках підростають знов! Молоді дрогобичани в вишиванках на Вишиванка-фест 20 травня 2012 року.
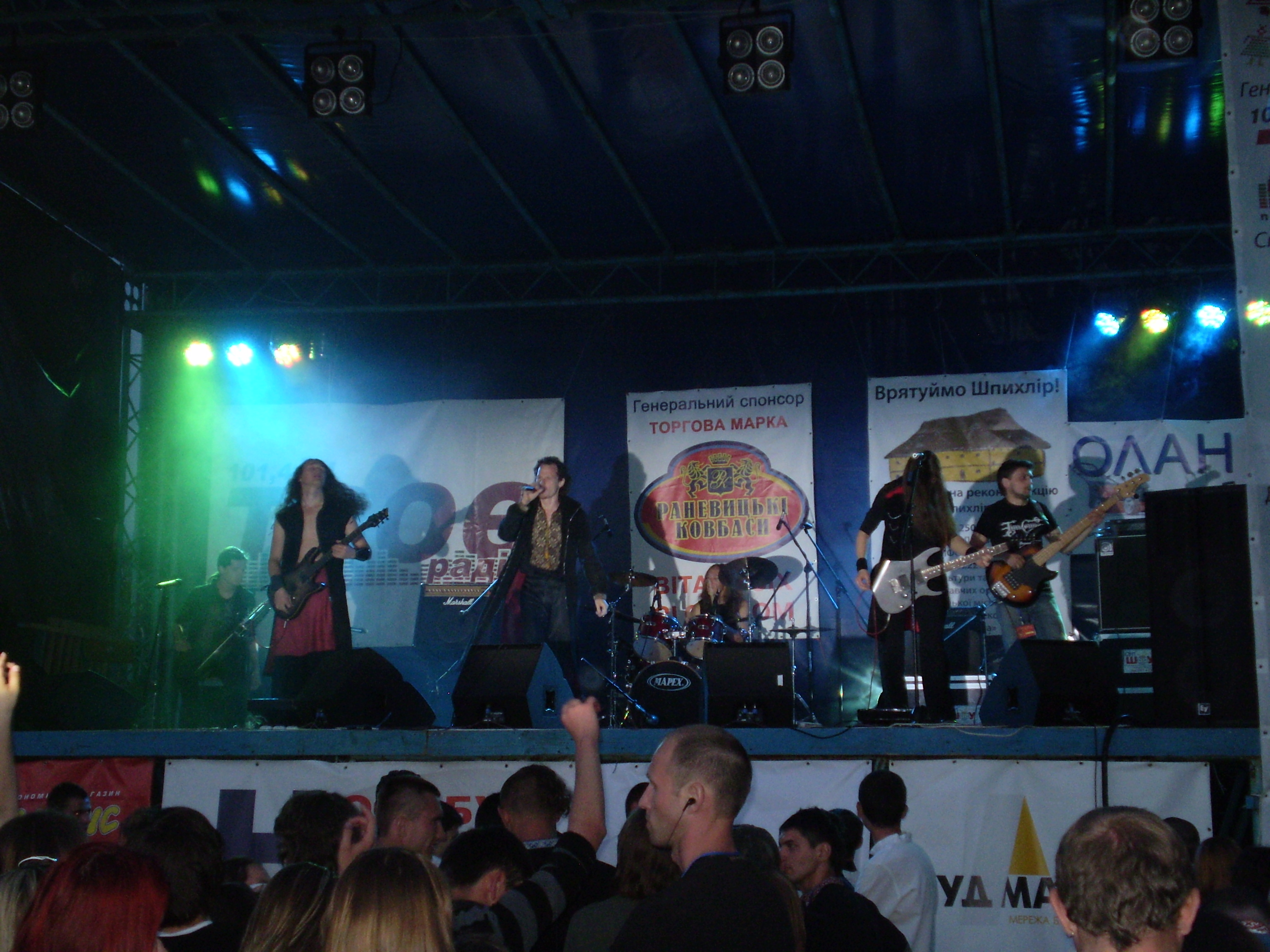
Вишиванка-фест 2012. Учасники святкового концерту.